# CROSS ROAD〜悪魔のヴァイオリニスト パガニーニ〜
『CROSS ROAD～悪魔のヴァイオリニスト パガニーニ～』は、藤沢文翁の朗読劇。また、朗読劇を元に製作されたミュージカル。実在のバイオリニストであるニコロ・パガニーニをモデルとした物語。

## 朗読劇

### 登場人物
- ニコロ・パガニーニ - 悪魔と契約したと噂されているバイオリニスト
- ミーシャ - ロシア系のロマの少女
- テレーザ・パガニーニ - パガニーニの母親
- アルマンド - ニコロ・パガニーニの執事
- アムドゥスキアス - 虚栄心を好む音楽の悪魔
- レグバ - 契約者しか姿を見ることができない使い魔

### 配役
|        | パガニーニ | ミーシャ   | アルマンド |
| ------ | ---------- | ---------- | ---------- |
| 2012年 | 紫吹淳     | 林原めぐみ | 山寺宏一   |
| 2015年 | 山本裕典   | 佐藤利奈   | 山寺宏一   |

## ミュージカル

### 登場人物
- アムドゥスキアス - 音楽を愛し、音楽を授け、音楽を司る悪魔
- ニコロ・パガニーニ - アムドゥスキアスと血の契約を結ぶバイオリニスト
- アーシャ - パガニーニとエリザの理解者となるロマの少女
- エリザ・ボナパルト - ナポレオン・ボナパルトの妹でアムドゥスキアスが差し向けたファム・ファタル
- コスタ - パガニーニの師。最初にパガニーニの異変に気付く人物
- エクトル・ベルリオーズ - 情熱的で激しい感受性を持った若手音楽家
- アルマンド - 音楽に詳しいパガニーニの執事、本作のストーリーテラー
- テレーザ - パガニーニの母親、苦悩する息子を心配している

### 配役
|                  | アムドゥスキアス | パガニーニ        | アーシャ          | エリザ   | コスタ/ベルリオーズ | アルマンド        | エレーザ   |
| ---------------- | ---------------- | ----------------- | ----------------- | -------- | ------------------- | ----------------- | ---------- |
| 2022年           | 中川晃教         | 相葉裕樹 水江健太 | 早川聖来 宮田佳奈 | 青野紗穂 | 畠中洋              | 山寺宏一 戸井勝海 | 香寿たつき |
| 2024年（出典：） | 中川晃教         | 相葉裕樹 木内健人 | 加藤梨里香 有沙瞳 | 元榮菜摘 | 坂元健児            | 山寺宏一 畠中洋   | 春野寿美礼 |